# Giro d’Italia 2024/14. Etappe
Die 14. Etappe des Giro d’Italia 2024 fand am 18. Mai 2024 statt. Sie stellte das zweite Einzelzeitfahren der 107. Austragung des italienischen Etappenrennens dar. Die Strecke führte von Castiglione delle Stiviere über 31,2 flache Kilometer nach Desenzano del Garda, das am Südufer des Gardasees liegt. Nach der Etappe hatten die Fahrer insgesamt 2173,8 Kilometer zurückgelegt, was 65,53 % der Gesamtdistanz entspricht. Die Organisatoren der Rundfahrt bewerteten die Schwierigkeit der Etappe mit drei von fünf Sternen.
Etappensieger wurde der Italiener Filippo Ganna (Ineos Grenadiers), der sich 29 Sekunden vor dem gesamtführenden Tadej Pogačar (UAE Team Emirates) durchsetzte.

## Streckenverlauf
Der Start erfolgte auf der Piazza San Luigi vor der Basilika San Luigi Gonzaga. Auf den ersten Metern wurde die Via Cesare Battisti befahren, ehe die Fahrer den Startort über die Viale F. Gonzaga verließen. Dabei passierten sie das Castello di Castiglione delle Stiviere. Über die kleine Ortschaft Pedercini führte die Strecke nach Solferino wo bei Kilometer 7,8 die erste Zwischenzeit genommen wurde. Wenig später wurde Cavriana erreicht und die Fahrrichtung drehte Richtung Norden, ehe es über Pozzolengo zum Torre di San Martino della Battaglia ging, in dessen Nähe die zweite Zeitnahme bei Kilometer 23,2 auf der SP13 erfolgte. Von San Martino della Battaglia führte die Strecke im Anschluss ans Südufer des Gardasees. Diesem folgten die Fahrer nun auf der Viale Francesco Agello und Viale Motta in Richtung Westen. Auf den letzten Metern folgte eine Rechts-Links-Kombination, ehe das Ziel in Desenzano del Garda auf der Via Anelli erreicht wurde.
|                | Ort                                  | Kilometer |
| -------------- | ------------------------------------ | --------- |
| Start          | Castiglione delle Stiviere           | 0         |
| Zwischenzeit 1 | Solferino                            | 7,8       |
| Zwischenzeit 2 | Torre di San Martino della Battaglia | 23,2      |
| Ziel           | Desenzano del Garda                  | 31,2      |

## Rennverlauf
Luka Mezgec (Jayco AlUla) und Phil Bauhaus (Bahrain Victorious) ging nicht an den Start der Etappe, die von dem Franzosen Alan Riou (Arkéa-B&B Hotels) eröffnet wurde. Die erste Richtzeit markierte der Tscheche Josef Černý (Soudal Quick-Step) mit einer Zeit von 36 Minuten und 58 Sekunden. Im Anschluss fuhren Max Walscheid (Jayco AlUla), Daan Hoole (Lidl-Trek) und Edoardo Affini (Visma-lease a Bike) neue Bestzeiten, während Filippo Ganna (Ineos Grenadiers) das Rennen in Angriff nahm. Der italienische Zeitfahrmeister stellte bei der ersten und zweiten Zwischenzeit eine neue Bestzeit auf und übernahm wenig später die Führung von seinem Mannschaftskollegen Tobias Foss, der das Ziel kurz vor ihm erreichte. Filippo Ganna absolvierte die 31,2 Kilometer in einer Zeit von 35 Minuten und zwei Sekunden, was einer durchschnittlichen Geschwindigkeit von 53,4 km/h entspricht. Lucas Plapp (Jaco AlUla) und Magnus Sheffield (Ineos Grenadiers) konnten die Zeit des Italieners nicht unterbieten, wobei Letzterer bei der zweiten Zwischenzeit rund 30 Sekunden zurücklag, ehe er nach einem Sturz viel Zeit verlor.
Von den Gesamtklassement-Fahrern war es zunächst Thymen Arensman (Ineos Grenadiers), der mit einer Zeit von 36 Minuten und neun Sekunden eine Richtmarke setzte. Der Niederländer belegte im Ziel den zweiten Rang mit einem Rückstand von einer Minute und sieben Sekunden. Antonio Tiberi (Bahrain Victorious) wies einen Rückstand von einer Minute und 19 Sekunden auf und verlor somit im Kampf um das Weiße Trikot nur wenige Sekunden. Ben O’Connor (Decathlon AG2R La Mondiale) und Geraint Thomas (Ineos Grenadiers) verloren eine Minute und 25 bzw. eine Minute und 14 Sekunden auf Filippo Ganna und machten so Zeit auf Daniel Felipe Martínez (Bora-hansgrohe) gut, der einen Rückstand von einer Minute und 45 Sekunden aufwies. Als letzter Fahrer ging der gesamtführende Slowene Tadej Pogačar (UAE Team Emirates) ins Rennen, der bei der ersten Zwischenzeit vier Sekunden vor Filippo Ganna lag. Bei der zweiten Zwischenzeit lag er jedoch bereits zehn Sekunden zurück, ehe er das Ziel als Zweiter mit einem Rückstand von 29 Sekunden erreichte.
Tadej Pogačar baute seinen Vorsprung in der Gesamtwertung auf drei Minuten und 41 Sekunden aus. Mit dem vierten Etappenrang rückte Geraint Thomas auf den zweiten Gesamtrang vor und lag nun 16 Sekunden vor Daniel Felipe Martínez, dessen Vorsprung auf Ben O’Connor nun 37 Sekunden betrug. Antonio Tiberi verteidigte als Gesamtfünfter das Weiße Trikot und lag nach dem zweiten Zeitfahren eine Minute und 13 Sekunden vor Thymen Arensman, der mit dem dritten Rang vier Plätze in der Gesamtwertung gut machte. Filippo Zana (Jayco AlUla) rückte auf den siebten Gesamtrang vor, während Romain Bardet (dsm-firmenich PostNL) und Lorenzo Fortunato (Astana Qazaqstan) jeweils zwei Plätze verloren. Alex Baudin (Decathlon AG2R La Mondiale) schaffte ebenfalls den Sprung in die Top 10 aus denen Einer Rubio (Movistar) verdrängt wurde. In der Berg- und Punktewertung kam es zu keinen nennenswerten Veränderungen, wobei Jonathan Milan (Lidl-Trek) bzw. Tadej Pogačar ihre Führung verteidigten. In der Mannschaftswertung schoben sich die Ineos Grenadiers an die Spitze. Alle 152 Starter erreichten das Ziel.

## Ergebnis
| \| Etappenergebnis \| Etappenergebnis \| Etappenergebnis \| Etappenergebnis \| Etappenergebnis \| \| Fahrer \| Fahrer \| Land \| Team \| Zeit \| \| --------------- \| --------------- \| ---------------------- \| -------------------------- \| --------------- \| \| 1. \| Filippo Ganna \| Italien \| Ineos Grenadiers \| 35 min 02 s \| \| 2. \| Tadej Pogačar \| Slowenien \| UAE Team Emirates \| + 29 s \| \| 3. \| Thymen Arensman \| Niederlande \| Ineos Grenadiers \| + 1 min 07 s \| \| 4. \| Geraint Thomas \| Vereinigtes Königreich \| Ineos Grenadiers \| + 1 min 14 s \| \| 5. \| Lucas Plapp \| Australien \| Team Jayco AlUla \| + 1 min 18 s \| \| 6. \| Antonio Tiberi \| Italien \| Bahrain Victorious \| + 1 min 19 s \| \| 7. \| Ben O’Connor \| Australien \| Decathlon-AG2R La Mondiale \| + 1 min 25 s \| \| 8. \| Tobias Foss \| Norwegen \| Ineos Grenadiers \| + 1 min 26 s \| \| 9. \| Mikkel Bjerg \| Dänemark \| UAE Team Emirates \| + 1 min 28 s \| \| 10. \| Edoardo Affini \| Italien \| Team Visma \\| Lease a Bike \| + 1 min 30 s \| |                 |                        |                            |              |
| |                 |                        |                            |              |
| Quellen: ProCyclingStats Cycling Quotient |                 |                        |                            |              |
| Etappenergebnis |                 |                        |                            |              |
| Fahrer | Fahrer          | Land                   | Team                       | Zeit         |
| 1. | Filippo Ganna   | Italien                | Ineos Grenadiers           | 35 min 02 s  |
| 2. | Tadej Pogačar   | Slowenien              | UAE Team Emirates          | + 29 s       |
| 3. | Thymen Arensman | Niederlande            | Ineos Grenadiers           | + 1 min 07 s |
| 4. | Geraint Thomas  | Vereinigtes Königreich | Ineos Grenadiers           | + 1 min 14 s |
| 5. | Lucas Plapp     | Australien             | Team Jayco AlUla           | + 1 min 18 s |
| 6. | Antonio Tiberi  | Italien                | Bahrain Victorious         | + 1 min 19 s |
| 7. | Ben O’Connor    | Australien             | Decathlon-AG2R La Mondiale | + 1 min 25 s |
| 8. | Tobias Foss     | Norwegen               | Ineos Grenadiers           | + 1 min 26 s |
| 9. | Mikkel Bjerg    | Dänemark               | UAE Team Emirates          | + 1 min 28 s |
| 10. | Edoardo Affini  | Italien                | Team Visma \| Lease a Bike | + 1 min 30 s |

## Gesamtstände
| \| Gesamtwertung \| Gesamtwertung \| Gesamtwertung \| Gesamtwertung \| Gesamtwertung \| \| Fahrer \| Fahrer \| Land \| Team \| Zeit \| \| ------------- \| ---------------------- \| ---------------------- \| -------------------------- \| ---------------- \| \| 1. \| Tadej Pogačar \| Slowenien \| UAE Team Emirates \| 50 h 00 min 09 s \| \| 2. \| Geraint Thomas \| Vereinigtes Königreich \| Ineos Grenadiers \| + 3 min 41 s \| \| 3. \| Daniel Felipe Martínez \| Kolumbien \| Bora-Hansgrohe \| + 3 min 56 s \| \| 4. \| Ben O’Connor \| Australien \| Decathlon-AG2R La Mondiale \| + 4 min 35 s \| \| 5. \| Antonio Tiberi \| Italien \| Bahrain Victorious \| + 5 min 17 s \| \| 6. \| Thymen Arensman \| Niederlande \| Ineos Grenadiers \| + 6 min 30 s \| \| 7. \| Filippo Zana \| Italien \| Team Jayco AlUla \| + 7 min 26 s \| \| 8. \| Romain Bardet \| Frankreich \| Team dsm-firmenich PostNL \| + 7 min 52 s \| \| 9. \| Lorenzo Fortunato \| Italien \| Astana Qazaqstan Team \| + 8 min 40 s \| \| 10. \| Alex Baudin \| Frankreich \| Decathlon-AG2R La Mondiale \| + 8 min 56 s \| |                        |                        |                            |                  |
| |                        |                        |                            |                  |
| Quellen: ProCyclingStats Cycling Quotient |                        |                        |                            |                  |
| Gesamtwertung |                        |                        |                            |                  |
| Fahrer | Fahrer                 | Land                   | Team                       | Zeit             |
| 1. | Tadej Pogačar          | Slowenien              | UAE Team Emirates          | 50 h 00 min 09 s |
| 2. | Geraint Thomas         | Vereinigtes Königreich | Ineos Grenadiers           | + 3 min 41 s     |
| 3. | Daniel Felipe Martínez | Kolumbien              | Bora-Hansgrohe             | + 3 min 56 s     |
| 4. | Ben O’Connor           | Australien             | Decathlon-AG2R La Mondiale | + 4 min 35 s     |
| 5. | Antonio Tiberi         | Italien                | Bahrain Victorious         | + 5 min 17 s     |
| 6. | Thymen Arensman        | Niederlande            | Ineos Grenadiers           | + 6 min 30 s     |
| 7. | Filippo Zana           | Italien                | Team Jayco AlUla           | + 7 min 26 s     |
| 8. | Romain Bardet          | Frankreich             | Team dsm-firmenich PostNL  | + 7 min 52 s     |
| 9. | Lorenzo Fortunato      | Italien                | Astana Qazaqstan Team      | + 8 min 40 s     |
| 10. | Alex Baudin            | Frankreich             | Decathlon-AG2R La Mondiale | + 8 min 56 s     |

| Punktewertung | Punktewertung      | Punktewertung | Punktewertung                 | Punktewertung |
| Fahrer        | Fahrer             | Land          | Team                          | Punkte        |
| ------------- | ------------------ | ------------- | ----------------------------- | ------------- |
| 1.            | Jonathan Milan     | Italien       | Lidl-Trek                     | 284 P.        |
| 2.            | Kaden Groves       | Australien    | Alpecin-Deceuninck            | 174 P.        |
| 3.            | Tim Merlier        | Belgien       | Soudal Quick-Step             | 93 P.         |
| 4.            | Filippo Fiorelli   | Italien       | VF Group-Bardiani CSF-Faizanè | 86 P.         |
| 5.            | Andrea Pietrobon   | Italien       | Team Polti Kometa             | 86 P.         |
| 6.            | Julian Alaphilippe | Frankreich    | Soudal Quick-Step             | 74 P.         |
| 7.            | Tadej Pogačar      | Slowenien     | UAE Team Emirates             | 69 P.         |
| 8.            | Jhonatan Narváez   | Ecuador       | Ineos Grenadiers              | 63 P.         |
| 9.            | Benjamin Thomas    | Frankreich    | Cofidis                       | 57 P.         |
| 10.           | Sebastián Molano   | Kolumbien     | UAE Team Emirates             | 54 P.         |

| Bergwertung | Bergwertung            | Bergwertung            | Bergwertung                   | Bergwertung |
| Fahrer      | Fahrer                 | Land                   | Team                          | Punkte      |
| ----------- | ---------------------- | ---------------------- | ----------------------------- | ----------- |
| 1.          | Tadej Pogačar          | Slowenien              | UAE Team Emirates             | 104 P.      |
| 2.          | Simon Geschke          | Deutschland            | Cofidis                       | 59 P.       |
| 3.          | Valentin Paret-Peintre | Frankreich             | Decathlon-AG2R La Mondiale    | 55 P.       |
| 4.          | Daniel Felipe Martínez | Kolumbien              | Bora-Hansgrohe                | 52 P.       |
| 5.          | Lilian Calmejane       | Frankreich             | Intermarché-Wanty             | 32 P.       |
| 6.          | Romain Bardet          | Frankreich             | Team dsm-firmenich PostNL     | 32 P.       |
| 7.          | Geraint Thomas         | Vereinigtes Königreich | Ineos Grenadiers              | 22 P.       |
| 8.          | Andrea Piccolo         | Italien                | EF Education-EasyPost         | 18 P.       |
| 9.          | Filippo Fiorelli       | Italien                | VF Group-Bardiani CSF-Faizanè | 18 P.       |
| 10.         | Ben O’Connor           | Australien             | Decathlon-AG2R La Mondiale    | 17 P.       |

| Nachwuchswertung | Nachwuchswertung       | Nachwuchswertung   | Nachwuchswertung           | Nachwuchswertung |
| Fahrer           | Fahrer                 | Land               | Team                       | Zeit             |
| ---------------- | ---------------------- | ------------------ | -------------------------- | ---------------- |
| 1.               | Antonio Tiberi         | Italien            | Bahrain Victorious         | 50 h 05 min 26 s |
| 2.               | Thymen Arensman        | Niederlande        | Ineos Grenadiers           | + 1 min 13 s     |
| 3.               | Filippo Zana           | Italien            | Team Jayco AlUla           | + 2 min 09 s     |
| 4.               | Alex Baudin            | Frankreich         | Decathlon-AG2R La Mondiale | + 3 min 39 s     |
| 5.               | Davide Piganzoli       | Italien            | Team Polti Kometa          | + 8 min 54 s     |
| 6.               | Giovanni Aleotti       | Italien            | Bora-Hansgrohe             | + 13 min 50 s    |
| 7.               | Valentin Paret-Peintre | Frankreich         | Decathlon-AG2R La Mondiale | + 28 min 10 s    |
| 8.               | Mauri Vansevenant      | Belgien            | Soudal Quick-Step          | + 38 min 45 s    |
| 9.               | Edoardo Zambanini      | Italien            | Bahrain Victorious         | + 41 min 01 s    |
| 10.              | Magnus Sheffield       | Vereinigte Staaten | Ineos Grenadiers           | + 41 min 49 s    |

| Mannschaftswertung | Mannschaftswertung            | Mannschaftswertung           | Mannschaftswertung |
| Team               | Team                          | Land                         | Zeit               |
| ------------------ | ----------------------------- | ---------------------------- | ------------------ |
| 1.                 | Ineos Grenadiers              | Vereinigtes Königreich       | 150 h 17 min 37 s  |
| 2.                 | Decathlon-AG2R La Mondiale    | Frankreich                   | + 2 min 09 s       |
| 3.                 | Bora-Hansgrohe                | Deutschland                  | + 22 min 21 s      |
| 4.                 | UAE Team Emirates             | Vereinigte Arabische Emirate | + 27 min 51 s      |
| 5.                 | Astana Qazaqstan Team         | Kasachstan                   | + 32 min 36 s      |
| 6.                 | VF Group-Bardiani CSF-Faizané | Italien                      | + 48 min 45 s      |
| 7.                 | Bahrain Victorious            | Bahrain                      | + 50 min 04 s      |
| 8.                 | EF Education-EasyPost         | Vereinigte Staaten           | + 51 min 30 s      |
| 9.                 | Movistar Team                 | Spanien                      | + 54 min 11 s      |
| 10.                | Team dsm-firmenich PostNL     | Niederlande                  | + 1 h 00 min 22 s  |

## Ausgeschiedene Fahrer
- Luka Mezgec (Team Jayco AlUla): ging nicht an den Start
- Phil Bauhaus (Bahrain Victorious): verließ die Rundfahrt um sich auf andere Rennen zu fokussieren[4]